# I Am Waiting
«I Am Waiting» —en español: «Estoy esperando»— es una canción de la banda británica de rock The Rolling Stones, escrita por Mick Jagger y Keith Richards. Fue lanzada por primera vez en el álbum Aftermath, tanto en su versión británica como norteamericana, ambas editadas en 1966.

## Composición y grabación
Las letras de la canción son oscuras. Tienen al cantante "esperando que alguien salga de alguna parte" pero no proporcionan ningún detalle de las circunstancias. Según el crítico Allmusic Richie Unterberger, esto no es un problema ya que "mejorar la atmósfera misteriosa general es más importante que proporcionar una respuesta". El crítico de música Bill Janovitz sugiere que el primer estribillo suena como que el cantante Jagger esta "de puntitas como si estuviera jugando a las escondidas". Janovitz explica que el primer estribillo comienza a sugerir que el cantante no sólo puede estar esperando a una persona real, sino que encuentra "una percepción más profunda ... que promete compensar la paranoia en la letra". El biógrafo de los Stones, Martin Elliot, interpreta el mensaje de la letra como "don't fear the reaper" (no le temas a la muerte).
La música de la canción es una de varias canciones de la banda de este período que muestra influencias de folk de Appalachia e inglés. Al igual que en «Lady Jane», otra canción de Aftermath, el guitarrista de los Stones Brian Jones interpreta un dulcimer en «I Am Waiting». Jack Nitzsche toca el calvecín. La línea de bajo de Bill Wyman es lenta y "misteriosa" y las guitarras acústicas se añaden al efecto. En la inusual estructura de la canción, los estribillos son más fuertes y rock más pesado que los versos lentos.
En la interpretación de Janovitz, los estribillos más pesados permiten a Jagger "desahogar la frustración" que se ha construido a través de los versos. El autor James Hector comenta que esto permite a la canción "soplar caliente y frío con notable sutileza" y el biógrafo de los Stones Steve Appleford afirma que las erupciones en los estribillos producen un "efecto melodramático fino" y permite que la música pop de los versos "explote en momentos de anhelo".
«I Am Waiting» fue grabada durante las sesiones de Aftermath, entre el 6 y el 9 de marzo de 1966 en los RCA Studios de Hollywood, California.
La banda interpretó la canción en directo en un episodio de Ready Steady Go!, en una actuación que la revista Rolling Stone describió como "una imagen de la banda madurando en tiempo real".

## Recepción
Unterberger llama a «I Am Waiting» como "un esfuerzo muy extraño pero musicalmente atractivo" que es un "punto culminante" entre las primeras canciones del álbum de los Stones. Janovitz elogia cómo la canción combina el pensamiento oriental que fue popular en la música pop a mediados de la década de 1960 con "sonidos ampliadores y mayor fidelidad". Afirma que Jagger "canta con autoridad sobre el miedo, la paranoia y una parte de nuestras mentes cerradas desde una percepción más amplia". Hector llama a la canción "una de las composiciones más extraordinarias de la mitad de los años sesenta". El autor Jim Beviglia la califica en el puesto 32 como la canción más grande de todos los tiempos de The Rolling Stones, llamándola "una canción anhelante y maravillosa". En 2012, los editores de Rolling Stone la postularon en el puesto #67 como la canción más grande de todos los tiempos de la banda. Por otro lado, Elliott no considera que sea particularmente fuerte, pero afirma que refleja la actitud de la banda en el momento del "arte por el arte".

## Personal
Acreditados:
- Mick Jagger: voz, coros.
- Keith Richards: guitarra acústica.
- Brian Jones: dulcimer.
- Bill Wyman: bajo.
- Charlie Watts: batería.
- Jack Nitzsche: clavecín.

## En la cultura popular
- «I Am Waiting» fue utilizado en la película Rushmore de 1998, dirigida por Wes Anderson.[9]